# Calcutta Challenger 2000
Il Calcutta Challenger 2000 è stato un torneo di tennis facente parte della categoria ATP Challenger Series nell'ambito dell'ATP Challenger Series 2000. Il torneo si è giocato a Calcutta in India dal 14 al 19 febbraio 2000 su campi in erba e aveva un montepremi di $25 000.

## Vincitori

### Singolare
Tuomas Ketola ha battuto in finale  Andy Ram con il punteggio di 6–1, 6–3

### Doppio
Andy Ram /  Nir Welgreen hanno battuto in finale  Grégory Carraz /  Guillaume Marx che si sono ritirati sul punteggio di 2-1